# David Civera
David Civera Gracia (Teruel, Aragão, Espanha, 8 de janeiro de 1979) é um cantor espanhol.

## Carreira musical
Civera iniciou a sua carreira musical com 17 anos, quando concorreu ao programa “Lluvia de estrellas” , uma espécie de Chuva de Estrelas, naquele programa imitou Enrique Iglesias, com a canção “Experiencia Religiosa”. Em 1998 gravou o seu primeiro disco: Hoy como ayer.
Iniciou a sua carreira televisiva, trabalhando durante certo tempo no programa "Canciones de nuestra vida" . O produtor Alejandro Abad interessou-se por ele, quando atuava no dito programa e surgiu o seu primeiro álbum do artista : “Dile que la quiero”.

### 2001-2005: Festival Eurovisão da Canção eboommediático
A canção "Dile que la quiero" foi eleita para representar a Espanha no Festival Eurovisão da Canção 2001 naa edição que se realizou em Copenhaga, onde terminou em sexto lugar entre 23 países participantes. O álbum que incluía a canção “Dile que la quiero” foi um êxito de vendas com mais de 400.000 cópias.
Em 2002 lançou o seu terceiro trabalho: “En cuerpo y alma”, que incluía o tema “Que la detengan”, que vendeu mais de 150.000 cópias em Espanha. Em 2003, saiu o disco “La chiqui big band”, que com dois grandes : “Bye bye” e “Rosa y espinas”, estas duas canções chegaram ao nº do top de vendas 40 Principales, nesta acompanhado por  David Bisbal. Nos finais dessea no, lançou um DVD, no qual se incluía um concerto e material em que se abordava a sua vida pessoal. O álbum foi Disco de platina tendo vendido mais de 100.000 cópias.
Em 2005 editou o álbum “Perdóname”, conseguindo um disco de ouro, depois de vender mais de 40.0000 cópias.

### 2006-2008: Mira quién baila e grandes êxitos
Nos finais  de 2005 e até fevereiro de 2006, participou como concorrente no programa de televisão ¡Mira quién baila!, do qual saiu vencedor.
En 2006 publicou um novo disco, Ni el primero ni el último, e um ano mais tarde faz o seu o próprio com o álbum, No bastará, que não conseguiu repetir as vendas dos discos anteriores.
En março de 2008 começou como apresentador do programa  Madrid Superstar, da Telemadrid.
Em 28 de abril de 2008 publicou o álbum Para vivir contigo e em finais foi lançado o primeiro álbum de compilações do cantor. Grandes Éxitos.

## Discografia
- 2001: Dile que la quiero
- 2002: En cuerpo y alma
- 2003: La Chiqui Big Band
- 2005: Perdóname
- 2006: Ni el primero ni el último
- 2007: No bastará
- 2008: Para vivir contigo
- 2008: Grandes éxitos
- 2009: Podemos elegir

## Colaboração em séries
- Esencia de poder (2001)
- Ala...Dina (2001)
- UPA Dance (2003)

## Anuúncios publicitários
- Jamón de Teruel (2002)
- Muebles Rey (2006)
- Aragón ríos limpios (2007)

## Colaboração em discos
- Todo éxitos (2001)

"Dile que la quiero"
- Todo éxitos (2002)

"Que la detengan" y videoclip en DVD incluido
- Homenaje a Enrique Ginés (2005)

Canciones incluidas: "Me puedo enamorar", "Eres única", "Por volverte a ver", junto a Dyango "Quisiera ser", com o Dúo Dinámico "Resistiré".
En el disco participan, además, Vicente Seguí, Presuntos Implicados, Alberto Corteze Francisco.
- Los más, la canción del verano (2006)

Canta junto a Nuria Fergó "La Bilirrubina"
- Valemusic, A nuestra manera (2007)

Cantando una canción de David Bustamante "Devuélveme la vida"
- Universalmusic, Realvolution(2009)

"She Below"

## Tournés
| Tourné               | Ano  | Concertos |
| Dile que la quiero   | 2001 |           |
| Que la detengan      | 2002 |           |
| La chiqui big band   | 2003 |           |
| La chiqui big band   | 2004 |           |
| Perdóname            | 2005 |           |
| El orgullo y la visa | 2006 |           |
| No bastará           | 2007 |           |
| Para vivir contigo   | 2008 | 41        |
| Podemos Elegir       | 2010 |           |
|                      |      |           |